# Manuel António da Costa Pereira
Manuel António da Costa Pereira (Macedo de Cavaleiros, 5 de setembro de 1839 – Rio de Janeiro, 23 de janeiro de 1923) foi um empresário, banqueiro e nobre português, residente no Rio de Janeiro, primeiro e único Conde de Costa Pereira.
Filho de Claudino José Pereira e Carolina Amália Felgueiras. Casou-se com Maria Carolina de Sampaio. Foi pai de Armando da Costa Pereira (casado com Ana Corrêa dos Santos), Aníbal da Costa Pereira (casado com Adelina da Nova Monteiro), Carolina da Costa Pereira, Mário da Costa Pereira, Carlos Alberto da Costa Pereira, Maria Mercedes da Costa Pereira (casada com o embaixador Oscar de Teffé, filho do Barão de Teffé) e Raquel da Costa Pereira (casada com Manuel Augusto Velho da Motta Maia, filho do Conde de Motta Maia).
Fundou a empresa Costa Pereira & Cia. Foi diretor do Banco Comercial do Rio de Janeiro. Foi presidente da Beneficência Portuguesa do Rio de Janeiro. Foi um dos fundadores e incorporadores da famosa Fábrica de Tecidos Bangu, no Rio de Janeiro.
Uma vez que sua mercê não se encontra registrada na Torre do Tombo, não é sabido a data de sua concessão, porém se supõe ser de Carlos I. Contudo, a data da carta do título nobiliárquico de Conde de Costa Pereira é 16 de abril de 1910.